# Wolfhart Pannenberg

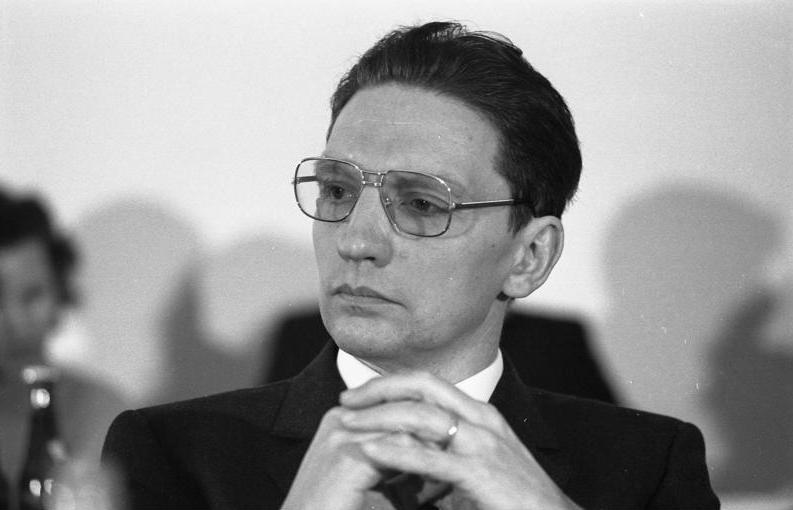
Wolfhart Pannenberg, 1983

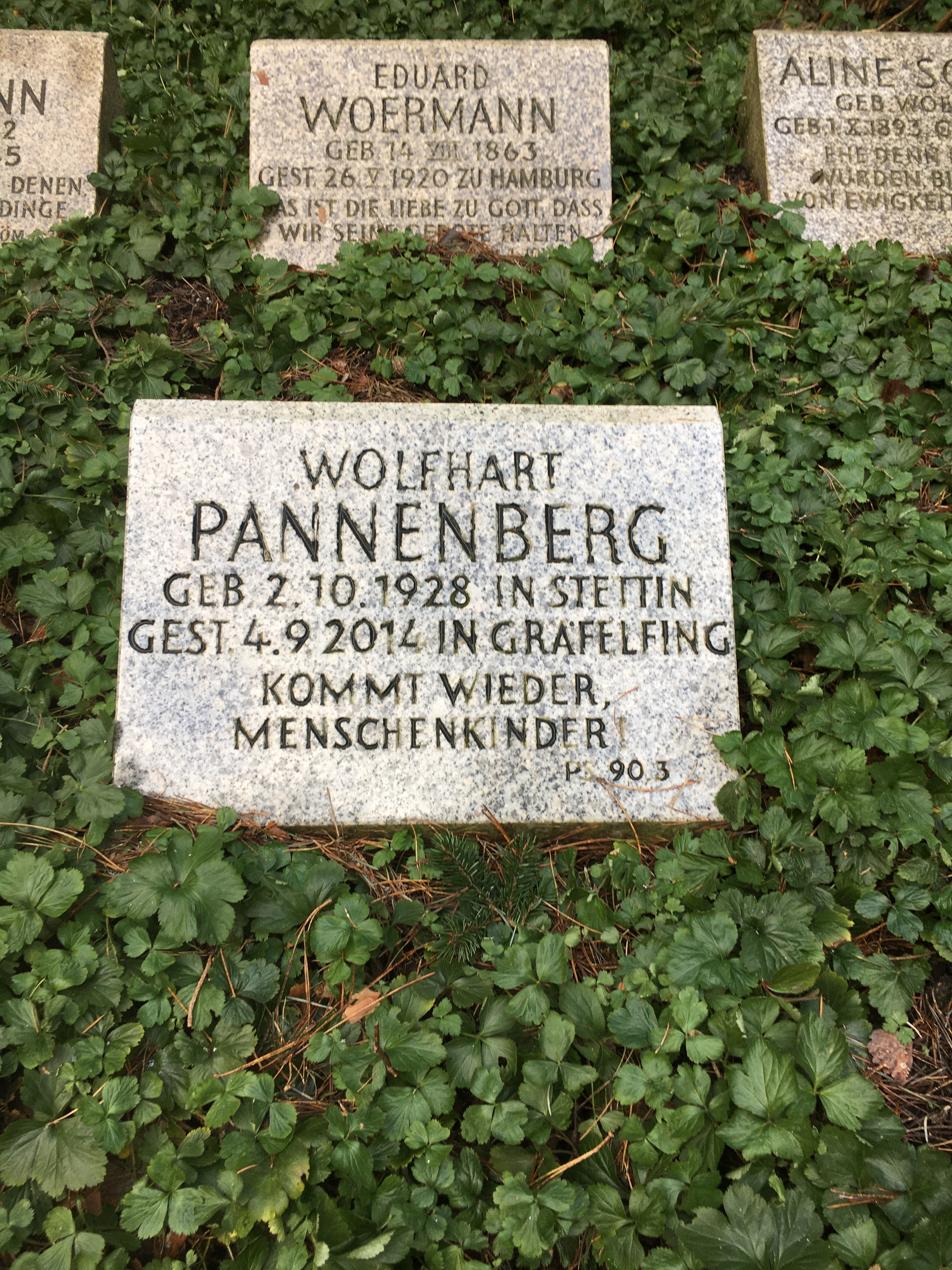
Grabstätte auf dem Hamburger Friedhof Ohlsdorf

Wolfhart Pannenberg (* 2. Oktober 1928 in Stettin; † 4. September 2014 in Gräfelfing) war ein deutscher evangelischer Theologe.

## Kindheit, Jugend
Wolfhart Pannenberg wurde als Sohn eines Zollbeamten geboren. Die Familie zog, bedingt durch den Beruf des Vaters, häufig um. 1942 kam Pannenberg nach Berlin. Er war zwar als Kind getauft worden, blieb aber ohne christliche Erziehung, weil seine Eltern sich so sehr von der Kirche entfremdet hatten, dass sie ausgetreten waren. In einer autobiografischen Notiz erwähnt Pannenberg, dass sein Vater zeitweilig in Sorge war, sein Sohn vernachlässigte wegen seiner Liebe zur Musik den Schulbesuch und die Beschäftigung mit ernsthaften Gegenständen.
Im Zweiten Weltkrieg wurde Pannenberg 1944 mit sechzehn Jahren Soldat, 1945 war er für kurze Zeit britischer Kriegsgefangener. Obwohl er in einem nichtchristlichen Umfeld aufgewachsen war, begann er 1947 ein Studium der Theologie und der Philosophie. Auslösendes Moment für diesen Entschluss war seine kritische Auseinandersetzung mit dem Werk Friedrich Nietzsches. Das bei Nietzsche vermittelte Bild des Christentums habe laut Klaus Koschorke Pannenbergs Erfahrungen widersprochen.

## Lehrtätigkeit und kirchliche Aufgaben
Pannenberg studierte in Berlin, Göttingen, Basel und Heidelberg. In Basel war Pannenberg unter anderem Schüler von Karl Barth. Seine Doktorarbeit, die er 1953 einreichte und die ein Jahr später veröffentlicht wurde, schrieb er bei Edmund Schlink in Heidelberg über die Prädestinationslehre von Duns Scotus. Seine Habilitationsschrift von 1955 behandelt das Verhältnis von Analogie und Offenbarung, speziell die Diskussion um den Analogiebegriff in der Lehre von der Gotteserkenntnis, und wurde erst 2007 – leicht ergänzt – veröffentlicht. Am 8. Juli 1956 wurde er in der Peterskirche in Heidelberg zum geistlichen Amt ordiniert.
Wolfhart Pannenberg lehrte von 1958 bis 1961 als Professor für Systematische Theologie an der Kirchlichen Hochschule Wuppertal, von 1961 bis 1967 an der Theologischen Fakultät der Universität Mainz und von 1967 bis zu seiner Emeritierung 1994 an der Evangelisch-Theologischen Fakultät der Ludwig-Maximilians-Universität München. Er gründete dort das Institut für Fundamentaltheologie und Ökumene, das den Dialog mit der römisch-katholischen Theologie fördern sollte, und erwarb sich Anerkennung als einer der profiliertesten Vertreter des lutherisch-katholischen theologischen Dialogs. Zahlreiche katholische Theologen setzten sich mit der Theologie Pannenbergs auseinander, darunter die späteren Kardinäle Kurt Koch und Walter Kasper. Pannenberg war von 1975 bis 1990 außerdem Delegierter der Evangelischen Kirche in Deutschland in der Kommission für Glauben und Kirchenverfassung des Ökumenischen Rates der Kirchen.
Seine Theologie übte international großen Einfluss aus. Pannenberg zählte zu den bekanntesten evangelischen Theologen der Gegenwart. Zu seinen Schülern gehören Christine Axt-Piscalar, Walter Dietz, Ekkehard Mühlenberg, Friederike Nüssel, Jan Rohls, Falk Wagner und Gunther Wenz.

## Theologische Bedeutung
Pannenbergs Ansatz ist grundlegend in seiner Programmschrift Offenbarung als Geschichte von 1961 dargestellt, in der er sich explizit von der Wort-Gottes-Theologie sowohl Barth’scher als auch Bultmann’scher Prägung absetzte. Gestützt auf exegetische Untersuchungen von Rolf Rendtorff und Ulrich Wilckens entwickelte er die Position, dass die Offenbarung im Sinne einer Selbstoffenbarung Gottes nicht direkt durch einzelne Offenbarungsereignisse, sondern durch das Gotteshandeln als Ganzes in der Geschichte geschehe. Gottes Selbstoffenbarung könne daher erst von ihrem Ende her, in eschatologischer Zukunft, voll verstanden werden. Allerdings sei das Christusereignis, insbesondere die Auferstehung, als Vorgriff (Prolepse) auf diese eschatologische Zukunft zu verstehen, deswegen werde ihm in der christlichen Theologie zu Recht exklusive Bedeutung beigemessen. Damit öffnet Pannenberg den christlichen Glauben der allgemein-menschlichen Erfahrung und dem rationalen interdisziplinären Diskurs.
Offenbarung dürfe nicht durch die Autorität einer kirchlichen Instanz begründet werden, sondern habe sich vor dem Forum der autonomen philosophischen und historischen Vernunft zu bewähren. Folglich zählte der intensive Diskurs mit der Philosophie, aber auch den Sozial- und Naturwissenschaften, zu den hervorstechenden Merkmalen der theologischen Arbeit Pannenbergs.
In seinem weiteren theologischen Schaffen entfaltete Pannenberg den Ansatz der Offenbarung als Geschichte weiter. Besonders wichtig sind seine Arbeiten zur Wissenschaftstheorie der Theologie. Er vertrat dabei die Auffassung, dass es sich bei theologischen Aussagen bis hin zur Aussage der Existenz Gottes um „Hypothesen“ handle, die sich an der Erfahrung bewähren müssten. Diese Bewährung könne nur indirekt geschehen, eine endgültige Verifikation sei erst im Jenseits möglich – ein Gedanke, den Pannenberg von John Hick übernahm. Aus diesem Grund dürfe die (systematische) Theologie auch nicht die Wahrheit der christlichen Glaubensaussagen aufgrund der Autorität des Offenbarungsgeschehens formal voraussetzen; vielmehr sei es ihre Aufgabe, diese Wahrheit inhaltlich zu begründen.

## Mitgliedschaften und wissenschaftliche Kontakte
1977 wurde Pannenberg zum ordentlichen Mitglied der Philosophisch-historischen Klasse der Bayerischen Akademie der Wissenschaften gewählt. Zu verschiedenen wissenschaftlichen Institutionen in den USA, in Großbritannien und Italien (Philosophie) sowie mit der Universität Comillas in Madrid pflegte er intensiven Kontakt. Bis zum 1. April 1998 war Pannenberg (evangelischer) Wissenschaftlicher Leiter des Ökumenischen Arbeitskreises evangelischer und katholischer Theologen.

## Auszeichnungen und Ehrungen
- 1972: Ehrendoktorwürde der University of Glasgow
- 1977: Ehrendoktorwürde der University of Manchester
- 1979: Ehrendoktorwürde des Trinity College Dublin
- 1987: Bundesverdienstkreuz 1. Klasse (1997 zurückgegeben)
- 1993: Ehrendoktorwürde der University of St Andrews
- 1993: Bayerischer Verdienstorden
- 1995: Bayerischer Maximiliansorden für Wissenschaft und Kunst
- 1999: Ehrendoktorwürde der Päpstlichen Universität Comillas
- 2008: Ehrendoktorwürde der Babeș-Bolyai-Universität Cluj

## Stellungnahme zur Homosexualität
1997 gab Pannenberg sein Bundesverdienstkreuz aus Protest zurück, nachdem 1996 der Diakonin und Sozialpädagogin Herta Leistner das Bundesverdienstkreuz verliehen worden war. Nach Pannenberg steht die Auszeichnung im Widerspruch zu dem in Art. 6 Abs. 1 des Grundgesetzes verankerten Schutz von Ehe und Familie. Darüber hinaus stehe das Engagement für Homosexualität im Widerspruch zur theologischen Lehre. Pannenberg bezog in der Schrift Maßstäbe zur kirchlichen Urteilsbildung über Homosexualität von 1994 dezidiert zu dem Thema Stellung. Dabei konstatierte er, dass die biblischen Zeugnisse eindeutig in ihrer scharfen Ablehnung von homosexuellem Verhalten seien. Dieses bringe die Abkehr von Gott besonders eklatant zum Ausdruck. Die Aufgabe der Kirche, die einerseits Toleranz und Verständnis aufbringen müsse, sei es, die Betreffenden zur Umkehr aufzurufen. Würde die Kirche homosexuelle Lebensgemeinschaften anerkennen, stünde sie nicht mehr auf dem Boden der Schrift. Jedoch betonte er – hier hielt es Pannenberg mit Rendtorff –, dass die Kirche die Homosexualität tolerieren könne. Eine Gleichberechtigung mit der Ehe lehnte er aber ab.

## Werke (Auswahl)
- Die Prädestinationslehre des Duns Skotus im Zusammenhang der scholastischen Lehrentwicklung. Forschungen zur Kirchen- und Dogmengeschichte 4. Vandenhoeck & Ruprecht, Göttingen 1954 (Dissertation)
- (Hrsg.:) Offenbarung als Geschichte. Kerygma und Dogma Beiheft 1. Vandenhoeck & Ruprecht, Göttingen (1961) 5. Aufl. 1982 (engl.: Revelation as History, 1968)
- Grundzüge der Christologie. (1964) 7. Aufl. Mohn, Gütersloh 1990; ISBN 3-579-04014-6 (engl.: Jesus — God and Man, 1968)
- Reformation zwischen gestern und morgen. Aspekte moderner Theologie 7. Mohn, Gütersloh 1969
- Theologie und Reich Gottes. Mohn, Gütersloh 1971; ISBN 3-579-04096-0
- Christentum und Mythos. Späthorizonte des Mythos in biblischer und christlicher Überlieferung. Mohn, Gütersloh 1972; ISBN 3-579-04228-9
- Gegenwart Gottes. Predigten. Claudius Verlag, München 1973; ISBN 3-532-61128-7
- Wissenschaftstheorie und Theologie. (1973) stw 676. Suhrkamp, Frankfurt a. M. 1987; ISBN 3-518-28276-X (engl.: Theology and the Philosophy of Science, 1976)
- Ethik und Ekklesiologie. Gesammelte Aufsätze. Vandenhoeck & Ruprecht, Göttingen 1977; ISBN 3-525-56139-3
- Die Bestimmung des Menschen. Menschsein, Erwählung und Geschichte. Kleine Vandenhoeck-Reihe 1443. Vandenhoeck & Ruprecht, Göttingen 1978; ISBN 3-525-33423-0
- Gottesgedanke und menschliche Freiheit. (1974) 2. Aufl. Vandenhoeck & Ruprecht, Göttingen 1978; ISBN 3-525-01605-0
- Grundfragen Systematischer Theologie. Gesammelte Aufsätze. Vandenhoeck & Ruprecht, Göttingen 1967/1980 (Band 1: 1967. 2. Aufl. 1971; ISBN 3-525-58141-6; Band 2: 1980; ISBN 3-525-58142-4)
- Gottebenbildlichkeit als Bestimmung des Menschen in der neueren Theologiegeschichte. Sitzungsberichte / Bayerische Akademie der Wissenschaften: Philosophisch-Historische Klasse 1979,8. Verl. der Bayerischen Akad. der Wiss., München 1979; ISBN 3-7696-1501-8 zur Online-Version
- als Hrsg.: Sind wir von Natur aus religiös? (= Schriften der Katholischen Akademie in Bayern. Band 120). Patmos Verlag, Düsseldorf 1986.
- Christliche Spiritualität. Theologische Aspekte (= Kleine Vandenhoeck-Reihe. Band 1519). Vandenhoeck & Ruprecht, Göttingen 1986, ISBN 3-525-33522-9.
- (Hrsg.) mit Karl Lehmann (Hrsg.): Teil: 1. Rechtfertigung, Sakramente und Amt im Zeitalter der Reformation und heute, (= Ökumenischer Arbeitskreis Evangelischer und Katholischer Theologen (Hrsg.), Lehrverurteilungen - kirchentrennend?, Teil 1), (= Dialog der Kirchen, Band 4), 3. Auflage 1988 Freiburg 1988, ISBN 3-451-20849-0 und ISBN 3-525-56925-4.
- Christentum in einer säkularisierten Welt. Herder, Freiburg i. Br. 1988; ISBN 3-451-21244-7
- Metaphysik und Gottesgedanke. Kleine Vandenhoeck-Reihe 1532. Vandenhoeck & Ruprecht, Göttingen 1988; ISBN 3-525-33541-5
- Das Glaubensbekenntnis. Ausgelegt und verantwortet vor den Fragen der Gegenwart. Gütersloher Taschenbücher Siebenstern 1292. 5. Aufl. Gütersloher Verlagshaus Mohn, Gütersloh 1990; ISBN 3-579-01292-4
- Systematische Theologie, 3 Bände. Vandenhoeck & Ruprecht, Göttingen 1988/1991/1993 (zentrales Werk) (engl.: Systematic Theology, 1991ff.)
  - Band 1: 1988; ISBN 3-525-52185-5
  - Band 2: 1991; ISBN 3-525-52187-1
  - Band 3: 1993; ISBN 3-525-52190-1
- Was ist der Mensch? Die Anthropologie der Gegenwart im Lichte der Theologie. Kleine Vandenhoeck-Reihe 1139. 1962, 8. Aufl. Vandenhoeck und Ruprecht, Göttingen 1995; ISBN 3-525-33187-8
- Anthropologie in theologischer Perspektive, Vandenhoeck & Ruprecht, Göttingen 1983 (engl.: Anthropology in Theological Perspective, 1985)
- (Hrsg.:) Verbindliches Zeugnis, 3 Bände. 1992, 1995.
- Grundlagen der Ethik. Philosophisch-theologische Perspektiven. UTB 2458. 1996. 2., durchges. und erg. Aufl. Vandenhoeck & Ruprecht, Göttingen 2003; ISBN 3-8252-2458-9 Inhaltsverzeichnis
- Theologie und Philosophie. Ihr Verhältnis im Lichte ihrer gemeinsamen Geschichte. Vandenhoeck & Ruprecht, Göttingen 1996; ISBN 3-525-56189-X
- Problemgeschichte der neueren evangelischen Theologie in Deutschland. Von Schleiermacher bis zu Barth und Tillich. UTB 1979. Vandenhoeck und Ruprecht, Göttingen 1997; ISBN 3-8252-1979-8
- [zusammen mit Bernd Jochen Hilberath (Hrsg.): ] Zur Zukunft der Ökumene. Die „Gemeinsame Erklärung zur Rechtfertigungslehre“. Pustet, Regensburg 1999; ISBN 3-7917-1626-3
- Hintergründe des Streites um die Rechtfertigungslehre in der evangelischen Theologie. Vorgetragen in der Sitzung vom 14. Januar 2000. Sitzungsberichte / Bayerische Akademie der Wissenschaften, Philosophisch-Historische Klasse 2000,3. Verl. der Bayerischen Akad. der Wiss., München 2000; ISBN 3-7696-1609-X zur Online-Version
- Beiträge zur systematischen Theologie, 3 Bände. Vandenhoeck & Ruprecht, Göttingen 1999/2000 (mehrbändige Aufsatzsammlung)
  - Band 1: Philosophie, Religion, Offenbarung. 1999; ISBN 3-525-56194-6
  - Band 2: Natur und Mensch – und die Zukunft der Schöpfung. 2000; ISBN 3-525-56193-8
  - Band 3: Kirche und Ökumene. 2000; ISBN 3-525-56197-0
- Freude des Glaubens. Predigten. Claudius, München 2001; ISBN 3-532-62262-9
- Beiträge zur Ethik. Vandenhoeck & Ruprecht, Göttingen 2004; ISBN 3-525-56950-5
- Analogie und Offenbarung. Eine kritische Untersuchung zur Geschichte des Analogiebegriffs in der Lehre von der Gotteserkenntnis, Vandenhoeck & Ruprecht, Göttingen 2007; ISBN 978-3-525-56158-4 (um zwei Kapitel erweiterte Habilitationsschrift)

### Bücher
- E. F. Tupper: The Theology of Wolfhart Pannenberg. London 1974
- mit Sigurd Daecke, Gerhard Sauter und Hans Norbert Janowski: Grundlagen der Theologie – ein Diskurs. Kohlhammer, Stuttgart 1974.
- Karl Friedrich Reith: Kritik an der Hermeneutik der 'Ganzheit' (zu W. Pannenberg). In: Karl Friedrich Reith: Mikrologie: Reflexionen zu einer kritischen Theologie. Lang, Frankfurt am Main 1982, ISBN 3-8204-5817-4, S. 53–58.
- Jan Rohls (Hrsg.): Vernunft des Glaubens. Wissenschaftliche Theologie und kirchliche Lehre. Festschrift zum 60. Geburtstag von Wolfhart Pannenberg. Mit einem bibliographischen Anhang. Vandenhoeck & Ruprecht, Göttingen 1988; ISBN 3-525-58152-1 Inhaltsverzeichnis
- C. E. Braaten, P. Clayton: The Theology of Wolfhart Pannenberg. Augsburg Press, Minneapolis 1988
- Franz-Josef Overbeck: Der gottbezogene Mensch. Eine systematische Untersuchung zur Bestimmung des Menschen und zur „Selbstverwirklichung“ Gottes in der Anthropologie und Trinitätstheologie Wolfhart Pannenbergs. Aschendorff, Münster 2000 (Münsterische Beiträge zur Theologie; Bd. 59). zugl.: Univ. Diss., Münster (Westfalen) 1999/2000; ISBN 978-3-402-03964-9.
- André Kendel: Geschichte, Antizipation und Auferstehung. Theologische und texttheoretische Untersuchung zu W. Pannenbergs Verständnis von Wirklichkeit. Internationale Theologie 8. Lang, Frankfurt a. M. 2001; ISBN 3-631-37898-X.
- Klaus Vechtel: Trinität und Zukunft. Zum Verhältnis von Philosophie und Trinitätstheologie im Denken Wolfhart Pannenbergs. Frankfurter theologische Studien 62. Neudr. Knecht, Frankfurt a. M. 2001; ISBN 3-7820-0862-6.
- Heinrich Springhorn: Immanenz Gottes und Transzendenz der Welt. Eine Analyse zur systematischen Theologie von Karl Rahner und Wolfhart Pannenberg. Theos 48. Kovač, Hamburg 2001; ISBN 3-8300-0207-6.
- Zbigniew Slaczka: Offenbarung und Heil in den nichtchristlichen Religionen? Eine Untersuchung zu W. Pannenberg, H. R. Schlette und G. Gäde. Europäische Hochschulschriften 23/718. Lang, Frankfurt a. M. 2001; ISBN 3-631-38013-5.
- Bettina Kruhöffer: Reflexionen über „das Böse“. Sprachliche Differenzierungen in Auseinandersetzung mit der Theologie Wolfhart Pannenbergs. Studien zur systematischen Theologie und Ethik 31. Lit-Verlag, Münster, Hamburg u. a. 2002; ISBN 3-8258-5936-3.
- Jochen Kunath: „Sein beim Anderen“. Der Begriff der Perspektive in der Theologie Wolfhart Pannenbergs. Studien zur systematischen Theologie und Ethik 30. Lit, Münster u. a. 2002; ISBN 3-8258-5868-5
- Christiaan Mostert: God and the Future. Wolfhart Pannenberg's Eschatological Doctrine of God. T. & T. Clark, London u. a. 2002; ISBN 0-567-08821-9.
- Giuseppe Accordini: La rivelazione di Dio come storia e come atto. Scenari e codici nella teologia di W. Pannenberg. Quodlibet 11. Glossa, Milano 2002; ISBN 88-7105-145-9.
- Michael Gilbertson: God and History in the Book of Revelation. New Testament Studies in Dialogue with Pannenberg and Moltmann. MSSNTS 124. Univ. Press, Cambridge 2003; ISBN 0-521-82466-4.
- Gunther Wenz: Wolfhart Pannenbergs Systematische Theologie. Ein einführender Bericht. Mit einer Werkbibliographie 1998–2002 und einer Bibliographie ausgewählter Sekundärliteratur zusammengestellt von Miriam Rose. Vandenhoeck & Ruprecht, Göttingen 2003 (Systematische Theologie Ergänzungsband); ISBN 3-525-56127-X.
- Armin Lange: Religion als Weltbemächtigung. Zur Begründung der Theologie durch die Theorie der Religion bei Wolfhart Pannenberg. Beiträge zur evangelischen Theologie 121. Kaiser, Gütersloher Verlagshaus, Gütersloh 2003; ISBN 3-579-05399-X.
- Vasile Cristescu: Die Anthropologie und ihre christologische Begründung bei Wolfhart Pannenberg und Dumitru Staniloae. Internationale Theologie 9. Lang, Frankfurt am Main u. a. 2003; ISBN 3-631-50526-4.
- Klaus Koschorke, Jürgen Moltmann, Wolfhart Pannenberg: Wege zu einer trinitarischen Eschatologie. Ansprachen anlässlich des Festaktes zur Feier des 75. Geburtstages von Wolfhart Pannenberg durch die Evangelisch-Theologische Fakultät der Ludwig-Maximilians-Universität (11. Dezember 2003) Utz, München 2004; ISBN 3-8316-0431-2.
- San Myat Shwe: The Significance of the Resurrection of Jesus for Systematic Theology. A Comparative Study of Karl Barth's and Wolfhart Pannenberg's Understanding of Jesus' Resurrection. Marek, Brno 2004; ISBN 80-86263-45-2.
- Günther Boss: Verlust der Natur. Studien zum theologischen Naturverständnis bei Karl Rahner und Wolfhart Pannenberg. Innsbrucker theologische Studien Band 74, Tyrolia-Verlag, Innsbruck 2006; ISBN 978-3-7022-2799-9.
- Santiago Sanz: El futuro creador del Dios trinitario. Un estudio en la Teología Sistemática de Wolfhart Pannenberg, Edicep, Valencia 2007; ISBN 978-84-7050-941-4.
- Christoph Glimpel: Gottesgedanke und autonome Vernunft. Eine kritisch-konstruktive Auseinandersetzung mit den philosophischen Grundlagen der Theologie Wolfhart Pannenbergs, Göttingen: Vandenhoeck und Ruprecht, 2007; ISBN 3-89971-363-X.
- Anja Lebkücher: Theologie der Natur. Wolfhart Pannenbergs Beitrag zum Dialog zwischen Theologie und Naturwissenschaft. Neukirchener Theologie, Neukirchen-Vluyn 2011; ISBN 978-3-7887-2505-1.
- Alejandro Mingo: Amor verdaderamente infinito en mutua autodistinción personal. La Trinidad como futuro en Wolfhart Pannenberg. EDUCC, Córdoba 2015; ISBN 978-987-626-270-5.
- Xavier Gué: La christologie de Wolfhart Pannenberg. De la modernité à la postmodernité. LIT Verlag, Zürich 2016;  ISBN 978-3643907028.
- Elisabeth Maikranz: Tradition und Schrift. Eine Verhältnisbestimmung bei Wolfhart Pannenberg und Walter Kasper (= Dogmatik in der Moderne, Bd. 43). Mohr Siebeck, Tübingen 2023, ISBN 978-3-16-161875-8.

### Aufsätze
- Klaus Ahlheim: La potenza del futuro e l'antisocialismo per tradizione, in: IDOC internazionale, Heft 3–4/1979, S. 113–119.
- Friedrich Wilhelm Graf: Vernünftig glauben. Der Theologe Wolfhart Pannenberg wird siebzig. In: NZZ, 2. Oktober 1998.
- Raymund Schwager: René Girard und Wolfhart Pannenberg: Religionswissenschaft und Theologie. In: Kerygma und Dogma 44 (1998), S. 172–192. Online
- James Page: Critical Realism and the Theological Science of Wolfhart Pannenberg: Exploring the Commonalities. In: Bridges: An Interdisciplinary Journal of Philosophy, Theology, History and Science 10 (1/2) (2003), S. 71–84 (online)
- Christian Herrmann: Transzendierung und Synthese. Beobachtungen zum Verhältnis von Schöpfung und Erlösung bei Wolfhart Pannenberg In: Jahrbuch für evangelikale Theologie, Bd. 19 (2005), S. 7–33.
- Alejandro Mingo: Mística y anuncio. Un acceso ignorado a la teología trinitaria de W. Pannenberg. In: Teología 47 (2010), S. 27–49.
- B. Hoon Woo: Pannenberg’s Understanding of the Natural Law. In: Studies in Christian Ethics. Vol. 25, Nr. 3, 2012, S. 346–366 (academia.edu).
- Knud Henrik Boysen: Pannenberg, Wolfhart (1928–2014). In: Dirk Alvermann, Nils Jörn (Hrsg.): Biographisches Lexikon für Pommern, Bd. 3. Böhlau, Wien, Köln, Weimar 2019 (Veröffentlichungen der Historischen Kommission für Pommern Forschungen zur Pommerschen Geschichte; 48,3), ISBN 978-3-412-50072-6, S. 234–240.